# Aserbajdsjan ved vinter-OL 2010
Aserbajdsjan deltog i Vinter-OL 2010 i Vancouver, som blev arrangeret i perioden 12. februar til 28. februar 2010.

## Medaljer
| 2010 Vancouver | Guld | Sølv | Bronze | Total |
| Aserbajdsjan   | 0    | 0    | 0      | 0     |